# Fort Wayne Mad Ants 2018-2019
La stagione 2018-19 dei Fort Wayne Mad Ants fu la 12ª nella NBA D-League per la franchigia.
I Fort Wayne Mad Ants arrivarono terzi nella Central Division con un record di 23-27, non qualificandosi per i play-off.

## Roster
| N° | Naz.                   | Ruolo | Sportivo               | Anno | Alt. | Peso |
| -- | ---------------------- | ----- | ---------------------- | ---- | ---- | ---- |
| 1  | Stati Uniti (bandiera) | G     | Je'lon Hornbeak        | 1994 | 191  | 86   |
| 5  | Stati Uniti (bandiera) | G     | Edmond Sumner          | 1995 | 198  | 84   |
| 6  | Stati Uniti (bandiera) | G     | Tra-Deon Hollins       | 1995 | 188  | 88   |
| 7  | Stati Uniti (bandiera) | A     | Omari Johnson          | 1989 | 206  | 100  |
| 9  | Stati Uniti (bandiera) | G     | Elijah Stewart         | 1995 | 196  | 88   |
| 11 | Nigeria (bandiera)     | G     | Ike Nwamu              | 1993 | 196  | 93   |
| 13 | Stati Uniti (bandiera) | C     | Ike Anigbogu           | 1998 | 206  | 114  |
| 15 | Stati Uniti (bandiera) | G     | Rob Gray               | 1994 | 185  | 84   |
| 17 | Stati Uniti (bandiera) | GA    | Stephan Hicks          | 1992 | 198  | 91   |
| 18 | Stati Uniti (bandiera) | A     | Jordan Barnett         | 1995 | 201  | 98   |
| 21 | Stati Uniti (bandiera) | A     | Jared Sam              | 1995 | 208  | 95   |
| 23 | Stati Uniti (bandiera) | G     | Demetrius Denzel-Dyson | 1995 | 196  | 91   |
| 24 | Stati Uniti (bandiera) | A     | Alize Johnson          | 1996 | 206  | 96   |
| 25 | Stati Uniti (bandiera) | A     | Travin Thibodeaux      | 1996 | 203  | 110  |
| 26 | Stati Uniti (bandiera) | A     | Ben Moore              | 1995 | 203  | 91   |
| 30 | Stati Uniti (bandiera) | G     | Jovan Mooring          | 1994 | 188  | 88   |
| 30 | Stati Uniti (bandiera) | G     | Michael Orris          | 1994 | 191  | 88   |
| 32 | Stati Uniti (bandiera) | G     | Davon Reed             | 1995 | 196  | 94   |

## Staff tecnico
- Allenatore: Steve Gansey
- Vice-allenatori: Norm Richardson, Jhared Simpson
- Preparatore atletico: Dan Rosselli
- Terapista: Collin Brown
- Preparatore fisico: Jason Manikowski